# USS Guam (CB-2)
O USS Guam foi um cruzador de batalha operado pela Marinha dos Estados Unidos e a segunda embarcação da Classe Alaska, depois do USS Alaska. Sua construção começou em fevereiro de 1942 nos estaleiros da New York Shipbuilding Corporation e foi lançado ao mar em novembro de 1943, sendo comissionado em setembro do ano seguinte. Era armado com uma uma bateria principal composta por nove canhões de 305 milímetros montados em três torres de artilharia triplas, tinha um deslocamento de 34,8 mil toneladas e alcançava uma velocidade máxima de 33 nós.
O Guam entrou em serviço no final da Segunda Guerra Mundial e consequentemente teve uma atuação bem limitada. Ele participou de operações durante Batalha de Okinawa entre março e julho de 1945, incluindo proporcionar defesa antiaérea para os porta-aviões da frota e realizar algumas ações de bombardeio litorâneo. Em seguida patrulhou o Mar da China Oriental e o Mar Amarelo. Depois do fim da guerra ajudou na ocupação da Coreia e transportou tropas de volta para casa. Foi descomissionado em fevereiro de 1947 e mantido inativo até ser desmontado em 1961.

## Características

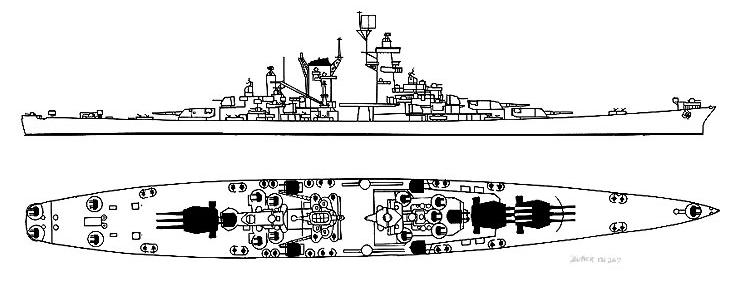
Desenho da Classe Alaska

O Guam tinha 246,43 metros de comprimento de fora a fora, uma boca de 27,76 metros e um calado de 9,7 metros. Seu deslocamento projetado era de 30 257 toneladas, enquanto o deslocamento carregado era de 34 803 toneladas. Seu sistema de propulsão consistia em oito caldeiras Babcock & Wilcox de tubos d'água que alimentavam quatro conjuntos de turbinas a vapor General Electric, cada um girando uma hélice. A potência indicada era de 150 mil cavalos-vapor (110 mil quilowatts), proporcionando uma velocidade máxima de 33 nós (61 quilômetros por hora). Sua autonomia era de doze mil milhas náuticas (22 mil quilômetros) a quinze nós (28 quilômetros por hora). Era equipado com duas catapultas de aeronaves à meia-nau, operando quatro hidroaviões Vought OS2U Kingfisher ou Curtiss SC Seahawk. Sua tripulação tinha 1 517 oficiais e marinheiros.
O armamento principal consistia em nove canhões Marco 8 calibre 50 de 305 milímetros montados em três torres de artilharia triplas, duas sobrepostas à vante e uma à ré. A bateria secundária era composta por doze canhões de duplo-propósito Marco 28 calibre 38 de 127 milímetros em seis torres de artilharia duplas, duas na linha central sobrepostas às torres principais, à vante e à ré, mais duas em cada lateral da superestrutura. A bateria antiaérea leve tinha 56 canhões Bofors de 40 milímetros em montagens quádruplas e 34 canhões Oerlikon 20 de milímetros em montagens únicas. O cinturão principal de blindagem tinha 229 milímetros de espessura na parte central do casco, onde protegia as salas de máquinas e depósitos de munição, afinando-se para 127 milímetros em cada extremidade. O convés principal tinha 97 a 102 milímetros, enquanto a torre de comando tinha laterais de 270 milímetros. As torres de artilharia principais tinham frentes de 325 milímetros, tetos de 130 milímetros, laterais de 133 a 152 milímetros e traseira de 133 milímetros.

## História
O Guam foi autorizado em 19 de julho de 1940 pelo Ato de Expansão da Frota e encomendado em 9 de setembro. Seu batimento de quilha ocorreu em 2 de fevereiro de 1942 nos estaleiros da New York Shipbuilding Corporation em Camden, Nova Jérsei. Foi lançado ao mar em 12 de novembro de 1943 e batizado por Annabel Parlett McMillin, esposa do capitão George McMillin, ex-governador naval da ilha de Guam e que na época estava sendo mantido como um prisioneiro de guerra do Japão. Seguiram-se os trabalhos de equipagem e a embarcação foi finalizada em setembro de 1944, sendo comissionada na frota norte-americana no dia 17 com o capitão Leland Lovette no comando.

### Segunda Guerra

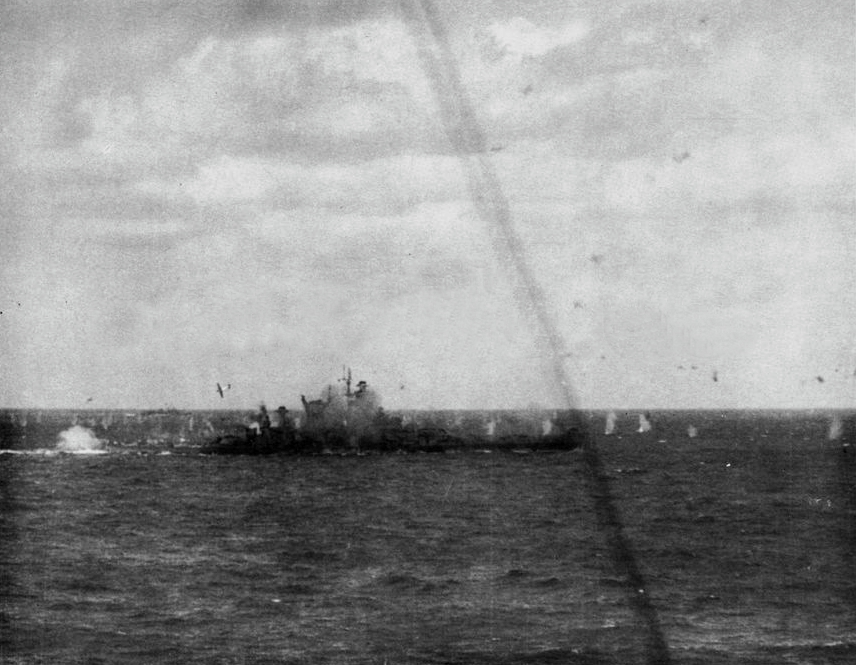
O Guam sob ataque aéreo em 1945

O navio realizou seu cruzeiro de testes marítimos próximos de Trinidad, no Mar do Caribe. Ele deixou a Filadélfia, na Pensilvânia, em 17 de janeiro de 1945 rumo ao Oceano Pacífico. Atravessou o Canal do Panamá e seguiu para o Havaí, onde chegou em 8 de fevereiro. Foi visitado por James Forrestal, o Secretário da Marinha dos Estados Unidos, enquanto estava em Pearl Harbor. Partiu para Ulithi nas Ilhas Carolinas em 3 de março, se encontrando dez dias depois com seu irmão USS Alaska. O Guam e o resto da força de porta-aviões norte-americanos partiram pouco depois para um ataque contra o arquipélago japonês. A frota aproximou-se na manhã de 18 de março e foi rapidamente atacada por kamikazes e bombardeiros. O Guam proporcionou defesa antiaérea até ser destacado para escoltar o danificado porta-aviões USS Franklin enquanto este recuava para segurança, retornando para a frota no dia 22.
Ao retornar foi designado para o Grupo de Tarefas 58.4, navegando para dar suporte à Batalha de Okinawa. O navio e o resto dos cruzadores da formação bombardearam a ilha de Minamidaitō na noite de 27 para 28 de março. Ao final desta ação retomou suas funções normais de defesa antiaérea para os porta-aviões enquanto estes realizavam operações nas Ilhas Ryūkyū até 11 de maio. Retornou então para Ulithi a fim de passar por uma manutenção e reabastecer suas munições e suprimentos. A embarcação retornou para Okinawa e foi designada para o Grupo de Tarefas 38.4, continuando a proporcionar defesa antiaérea enquanto os porta-aviões realizavam varreduras na ilha de Kyūshū. O Guam e o Alaska bombardearam Okidaitō por uma hora e meia em 9 de junho, recuando então para um descanso na Baía de São Pedro no Golfo de Leyte.
A embarcação voltou para Okinawa em julho, tornando-se a capitânia do contra-almirante Francis S. Low. O Guam e o Alaska realizaram uma varredura do Mar da China Oriental e do Mar Amarelo a partir de 16 de julho com o objetivo de afundar navios japoneses, mas tiveram apenas um sucesso limitado e retornaram para a frota no dia 23. Em seguida juntaram-se a uma grande incursão no estuário do rio Yangtzé junto com três couraçados e três porta-aviões de escolta. A operação novamente foi um sucesso limitado, com eles retornando para Okinawa em 7 de agosto. A guerra terminou uma semana depois. O Guam foi condecorado com duas estrelas de batalha por seu serviço.

### Pós-guerra

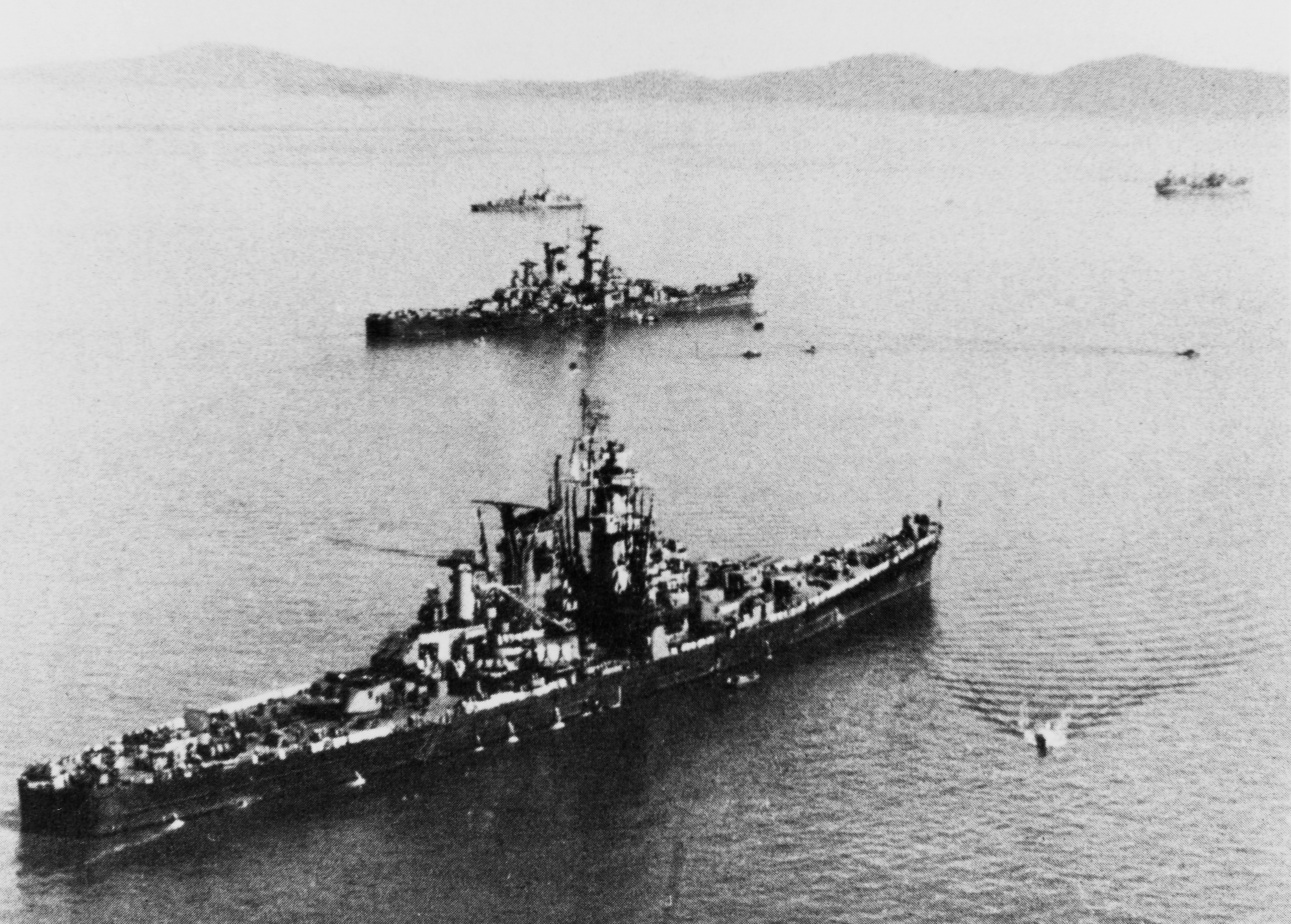
O Guam e o Alaska na China em agosto ou setembro de 1945

O Guam pouco depois se tornou a capitânia da Força do Norte da China, novamente sob o comando de Low. Eles foram enviados para a China, fazendo paradas em Qingdao, Porto Artur e Dalian. O navio foi para Incheon, na Coreia, em 8 de setembro com o objetivo de ajudar na ocupação do país. Partiu em 14 de novembro para São Francisco, na Califórnia, transportando um grupo de soldados do Exército dos Estados Unidos de volta para casa. Chegou em 3 dezembro e partiu dois dias depois para Bayonne, em Nova Jérsei, chegado em 17 de dezembro. Permaneceu no local até ser descomissionado em 17 de fevereiro de 1947.
O Escritório de Navios preparou em 1958 estudos de viabilidade com o objetivo de avaliar se os cruzadores de batalha da Classe Alaska poderiam ser convertidos em cruzadores de mísseis guiados. O primeiro estudo teria a remoção de todos os canhões em favor de quatro sistemas diferentes de mísseis ao custo de 160 milhões de dólares, porém isto foi considerado muito caro e um segundo estudo foi realizado. Este deixaria os canhões de vante no lugar, tanto as duas torres principais de 305 milímetros quanto a única secundária de 127 milímetros, implementando uma versão reduzida do primeiro plano na popa. Isto custaria 82 milhões de dólares, o que também foi considerado muito caro. Consequentemente, as propostas de conversão foram abandonadas e o Guam foi removido do registro naval em 1º de junho de 1960. Foi vendido em 24 de maio de 1961 para a Boston Metals Company em Maryland, sendo rebocado para desmontagem em 10 de julho.